# MC–21

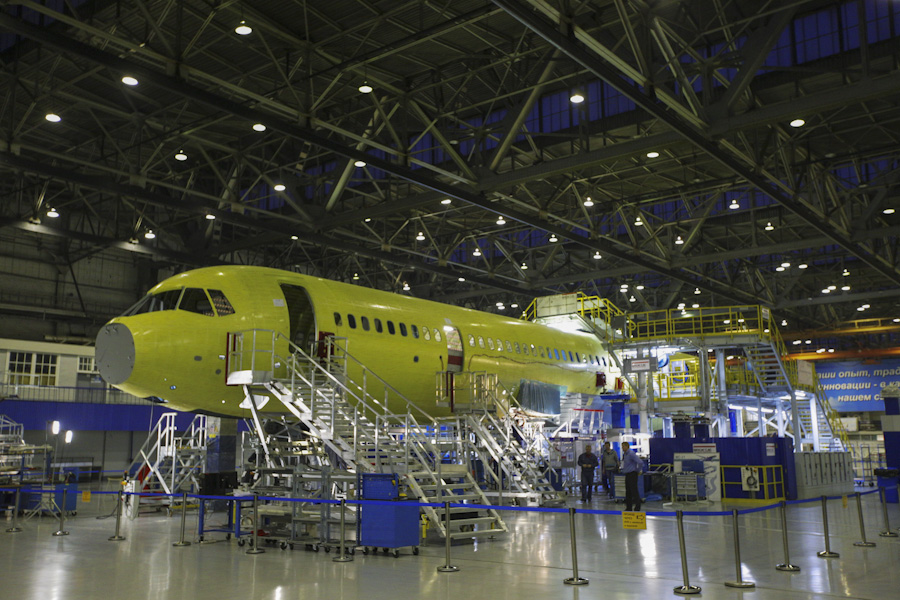
Az építés alatt álló első prototípus az Irkutszki Repülőgépgyárban 2016-ban

Az MC–21, korábban MSZ–21 (МС – магистральный самолёт, magyar átírásban: magisztralnij szamoljot; a 21-es szám a 21. századra utal) az orosz Tupoljev, a Jakovlev tervezőiroda és az Irkut repülőgépgyár alkotta konzorcium által fejlesztett utasszállító repülőgép. A projektben kezdetben az Iljusin-tervezőiroda is részt vett, de 2008 februárjában kilépett a programból. A program a kezdetektől jelentős csúszást szenvedett. A gép 2017-ben emelkedett először a levegőbe. Rövid és közepes távolságú járatokra szánják, több éves csúszást követően várhatóan 2021-ben áll szolgálatba háromféle kivitelben. A gép típusjelzése eredetileg a cirill betűkből álló МС volt, amelynek angol átírása MS, magyar átírása MSZ lenne. A cirill betűket nem mindig helyesen értelmező nemzetközi sajtóban azonban olyan mértékben elterjedt az MC jelzés, hogy az Irkut repülőgépgyár úgy döntött, a géphez a latin M és C betűkből álló típusjelzést alkalmazza.

## Története
A repülőgépet eredetileg a Jakovlev tervezőiroda kezdte el fejleszteni Jak–242 néven, mint a jól bevált és népszerű Jak–42 utódját. Ebben az időszakban az Iljusin tervezőiroda is tervezett egy hasonló utasszállító repülőgépet, az Il–214-et, de a Jak–242-vel együtt ez a program is elakadt a kezdeti stádiumban, a tervek csak rajz szintjén maradtak.
A Jakovlev terveit a 2000-es évek közepén vették elő újra, és más tervezőirodák is csatlakoztak a fejlesztési programhoz. Az MSZ–21 típusjelet kapott repülőgép első repülését 2011-re tervezték. Dmitrij Rogozin miniszterelnök-helyettes 2012. februári nyilatkozata szerint a gép első felszállását 2015–2016 körül tervezik, az első sorozatgyártású példányok pedig 2020-tól kerülhetnek a megrendelőkhöz.
Első változatánál a szerkezeti elemek 33%-át tervezik kompozitanyagokból előállítani. Ha később majd elkészül a teljes egészében kompozit szárny, akkor ez az arány 40–50%-ra fog növekedni.
Háromféle kivitelben tervezik gyártani, melyek törzshosszban és utaslétszámban különböznek. Az MC–21–100-t 132, az MC–21–200-t 156, az MC–21– 300-t 174 utas szállítására alakítják ki, ezen kívül egy teherszállító változat kifejlesztését is tervbe vették. A repülőgépekbe a Permi Motorgyár PD–14-es turbóventilátoros gázturbinás sugárhajtóművet fogják építeni, amely a PSZ–12 hajtóművön alapul. A sorozatgyártást az Irkut repülőgépgyár végzi.
Az első elkészült repülőképes prototípust 2016. június 8-án mutatták be az Irkutszki Repülőgépgyárban. A gép első felszállására 2017. május 28-án került sor.
2020 novemberében készült el az MC–21–310 változat, amelybe az orosz gyártmányú PD–14 gázturbinás sugárhajtóművet építették. Ez a gép ötödik megépített példánya, amelyet már a sorozatgyártás technológiáját alkalmazva építettek. A gép 2020. december 15-én emelkedett először a levegőbe és egy óra 25 percet töltött a levegőben a tesztrepülés során.

## Típusváltozatok
- MC–21–300 – Az utaskabin kialakításától függően 163–211 személyes alapváltozat amerikai PW1400G hajtóművekkel. Hatótávolsága 6000 km.
- MC–21– 310 – Alapváltozat orosz gyártmányú PD–14 gázturbinás sugárhajtóművel felszerelve.
- MC–21–200 – Rövid törzsű változat 132–165 közötti utaskapacitással, hatótávolsága 6400 km.
- MC–21–400 – Tervezett típusváltozat növelt, kb. 250 személyes utaskapacitással.